# Peter Kurzeck

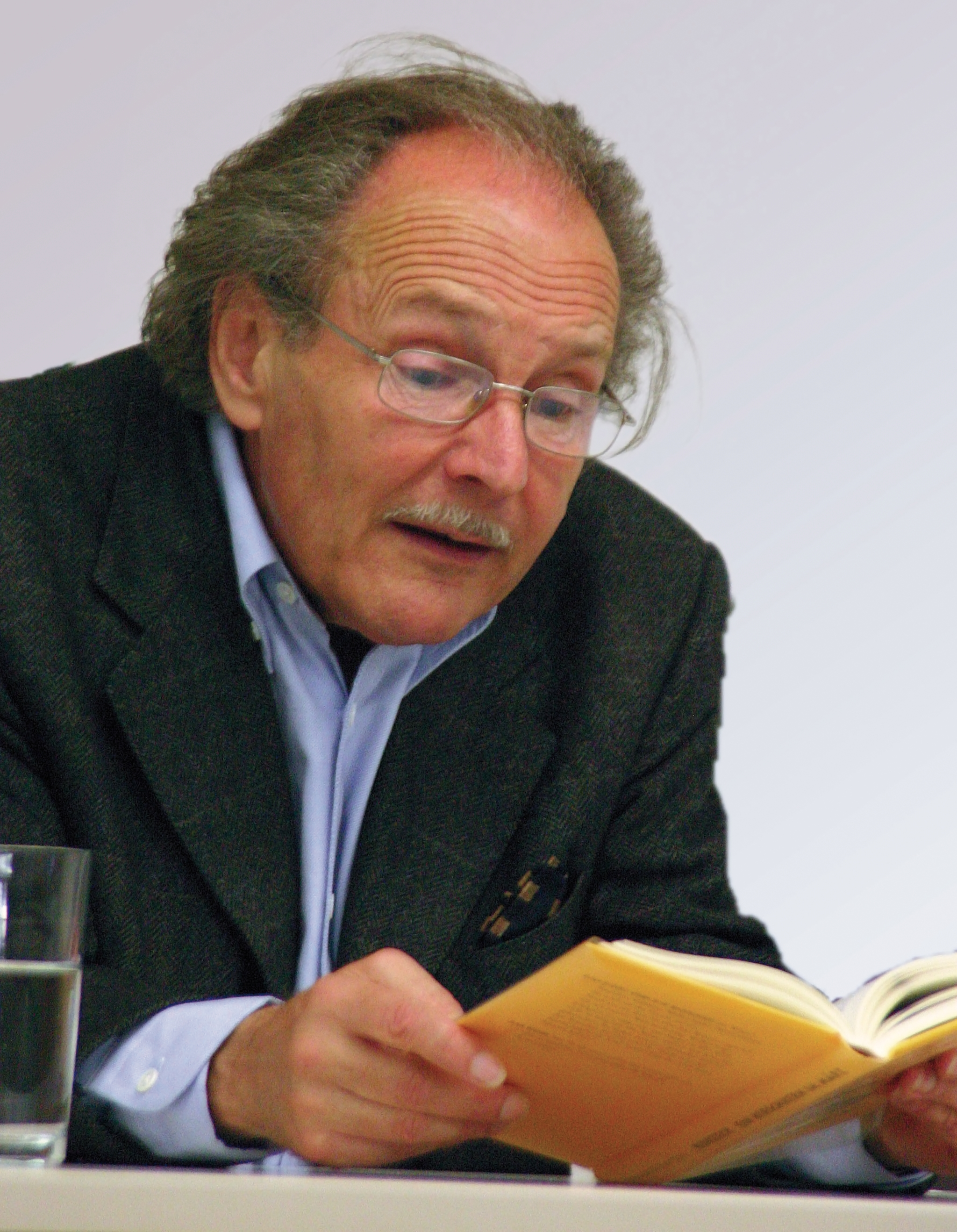
Peter Kurzeck, 2005

Peter Kurzeck (* 10. Juni 1943 in Tachau, Reichsgau Sudetenland; † 25. November 2013 in Frankfurt am Main) war ein deutscher Schriftsteller.

## Leben
Peter Kurzecks Familie wurde 1946, als der Vater noch in Kriegsgefangenschaft war, aus dem Sudetenland vertrieben. Er zog mit seiner Mutter und Schwester nach Staufenberg im Kreis Gießen, wo er seine Jugend verbrachte. Zehn Jahre war er in der Personalabteilung für Zivilangestellte der United States Army in Deutschland beschäftigt. Nach dem Tod seiner Mutter 1971 lebte er noch bis 1977 (ab 1975 zusammen mit seiner Freundin Sibylle) in der ehemaligen Flüchtlingswohnung in Staufenberg. Seit 1977 wohnte er (zunächst zusammen mit Freundin Sibylle und gemeinsamer Tochter Carina) in Frankfurt am Main und seit 1993 auch in Uzès in Südfrankreich.
Peter Kurzeck war Verfasser stark autobiografisch geprägter Romane, Erzählungen und einer ganz eigenen Art von Hörbüchern, denen kein zuvor verfasster schriftlicher Text zugrunde liegt, und in denen das Leben in der hessischen Provinz und in Frankfurt am Main sowie die bundesrepublikanische Gesellschaft detailliert  geschildert werden, ohne dabei auf eine Handlung im eigentlichen Sinn fixiert zu sein.
Die Techniken, die Kurzeck einsetzte, erinnern bisweilen an Autoren wie James Joyce, Arno Schmidt, Uwe Johnson und Guntram Vesper. Im Zentrum seiner schriftstellerischen Ambition stand die Erinnerungsarbeit bzw. das Konservieren der gelebten Zeit. Kurzeck war Mitglied im PEN-Zentrum Deutschland.
Seit Mitte der 1990er Jahre arbeitete Kurzeck an einem mehrbändigen autobiographischen Romanprojekt mit dem Titel Das alte Jahrhundert, das seinem erzählerischen Rahmen nach im Jahr 1984 in Frankfurt am Main angesiedelt ist. Zwölf Bände hatte Kurzeck geplant, fünf davon erschienen zu Lebzeiten. Bis 2022 folgten drei weitere Bände aus seinem Nachlass. Möglich war das dank seiner – nach den einzelnen ausstehenden Bänden – wohlgeordneten Vorarbeiten. Die Romane seit Übers Eis (1997) sind Teile dieser Chronik eines einzigen Jahres im Leben eines Schriftstellers. (→ Frankfurt am Main in der Literatur. Peter Kurzeck – Spaziergänge durch die Stadt.)
Einen Namen hat sich Kurzeck ferner durch seine Lesungen sowie durch seine Hörbuch-Produktionen gemacht. 2007 erschien Ein Sommer, der bleibt, ein Projekt mit Kurzeck in der Rolle des Erzählers. Ohne Manuskriptvorlage erzählte er hier von den Jahren seiner Kindheit; der Rezipient erhielt somit die seltene Möglichkeit, Zeuge von Literaturentstehung zu werden. Damit hat er ein eigenes literarisches Genre kreiert, das ihn aus der Kategorie gewöhnlicher Hörbuch-Autoren und gewöhnlicher Autoren-Hörbücher heraushebt und ihm eine gewisse Alleinstellung in der neueren deutschen Literatur verleiht. Dieser Werkteil ist inzwischen sehr positiv gewürdigt worden und seiner akustischen Literatur, gerade dem „Sommer der bleibt“, wird inzwischen große und bleibende Aufmerksamkeit geschenkt.
Sein Grab befindet sich auf dem Hauptfriedhof (Frankfurt am Main), Gewann F.

## Der Arbeitsstil
Das Werk Peter Kurzecks ist eine radikal biographische, seine Lebenszeit und -erfahrungen beschreibende, aber dennoch romanhafte Darstellung ohne eigentliche Handlung, ein erinnerndes Beobachten und deshalb immer ein Erzählen aus unmittelbar eigener Anschauung. Kurzeck stützte sich dabei immer nur auf seinen Terminkalender und seine Erinnerung sowie auf kurze Gelegenheitsnotizen, die er je nach Verfügbarkeit auf Alltagsgegenstände wie Teebeutel – bevorzugt der Sorte Kamille von Teekanne ! - , Schulhefte oder Kassenbons schrieb.  Dabei  hat er zu einer eigenen Form des Schreibens gefunden: Denn zwar schrieb er seine Texte zunächst immer nur auf der Schreibmaschine, nie auf einem Computer; er fügte dann aber handschriftliche Änderungen in einer Vielzahl hinzu, die die gängigen Textverarbeitungsprogramme kapitulieren ließ. Also ging er in der Folge schließlich dazu über, seine vielfach überarbeiteten Textentwürfe zu diktieren, auch öffentlich mit der Möglichkeit für die Öffentlichkeit, diesem Vorgang beizuwohnen. Diese Vorgehensweise ist in Teilen auch auf YouTube dokumentiert. Schon diese Arbeitsweise zeigt eine ausgeprägte Neigung zur assoziativen Mündlichkeit, allerdings als Vorstufe der Textausarbeitung und -erarbeitung, gewissermaßen als eine Stufe der Entwicklung zum Buch. Der Duktus seiner Bücher ist dabei dem mündlichen Vortrag angenähert: Mit kurzen sehr einfachen Sätzen, zum Teil auch nur unvollständigen Sätzen ohne Verb oder Subjekt („Nur nicht stolpern!“), als bloße Aneinanderreihung von Substantiven („Winterstiefel, Wollmütze, bunte Fausthandschuhe mit Bändel.“) und umgangssprachlichen Wörtern („nix“). In seinem Buch Kein Frühling, das eine verschriftlichte Vorfassung von Ein Sommer, der bleibt ist, zeigt sich das in der 2. Auflage schon charakteristisch am ersten Satz:
„Ich fange noch einmal von vorn an.“

## Nachlass

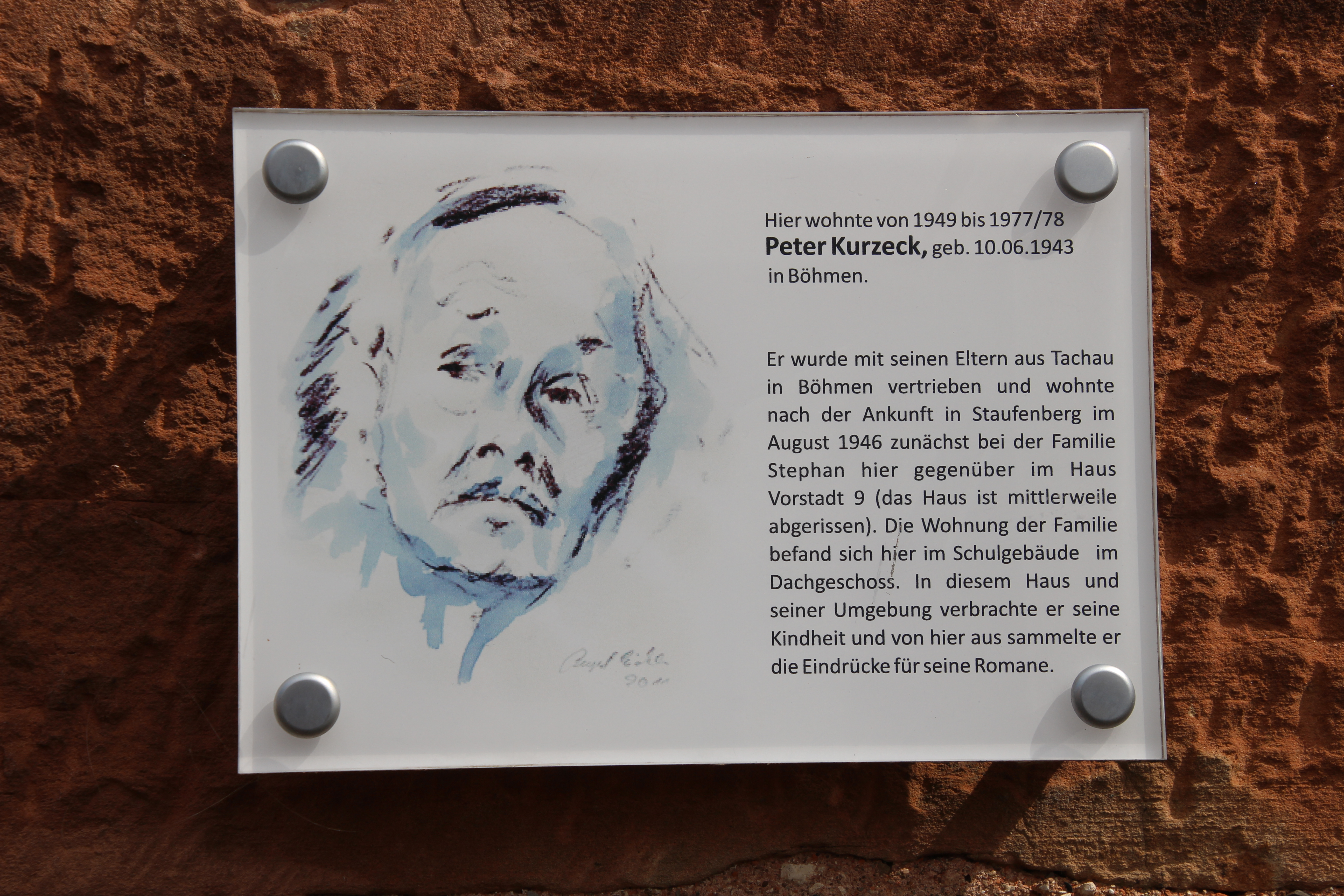
Hinweistafel am ehem. Wohnhaus von Kurzeck in Staufenberg schräg gegenüber vom Peter-Kurzeck-Platz

Kurzecks Tochter Carina erbte die Rechte an seinem Werk. Während seine Bücher zuvor überwiegend im Stroemfeld Verlag erschienen waren, wurde im Dezember 2018 ein Verlagswechsel zum Verlag Schöffling & Co. bekannt, der vier weitere Nachlassbände herausbringen soll.

## Ehrungen
- 1988: Literaturpreis des Landkreises Gießen
- 1989: Stipendium Künstlerhaus Edenkoben
- 1989: Kunstpreis der Stadt Cloppenburg
- 1991: Alfred-Döblin-Preis
- 1992: Stipendium Künstlerhof Schreyahn
- 1994: Joseph-Breitbach-Preis des Ministeriums für Kultur und Bildung, Mainz, und des Südwestfunks, Landesstudio Rheinland-Pfalz
- 1995: Kester-Haeusler-Ehrengabe der Deutschen Schillerstiftung
- 1999: Großer Literaturpreis der Bayerischen Akademie der Schönen Künste
- 2000: Hans-Erich-Nossack-Preis
- 2000/2001: Stadtschreiber von Bergen
- 2004: Preis der Literaturhäuser
- 2004: Kranichsteiner Literaturpreis
- 2006: George-Konell-Preis der Landeshauptstadt Wiesbaden
- 2007: Georg-Christoph-Lichtenberg-Preis
- 2007: Calwer Hermann-Hesse-Stipendium
- 2008: Goetheplakette der Stadt Frankfurt am Main
- 2008: Moldaustipendium
- 2009: „Hörbuch des Jahres 2008“ der hr2-Hörbuchbestenliste für Ein Sommer, der bleibt – Peter Kurzeck erzählt das Dorf seiner Kindheit[8]
- 2010: Robert-Gernhardt-Förderpreis für sein Romanprojekt Vorabend, den fünften Band seiner autobiografischen Chronik Das alte Jahrhundert
- 2011: Ehrenbürger der Stadt Staufenberg
- 2011: Grimmelshausen-Preis
- 2011: Werner-Bergengruen-Preis
- 2013: Großer Sudetendeutscher Kulturpreis
- 2014: Der Platz vor der ehemaligen Schule von Staufenberg wurde Peter-Kurzeck-Platz benannt.[9]

## Werke

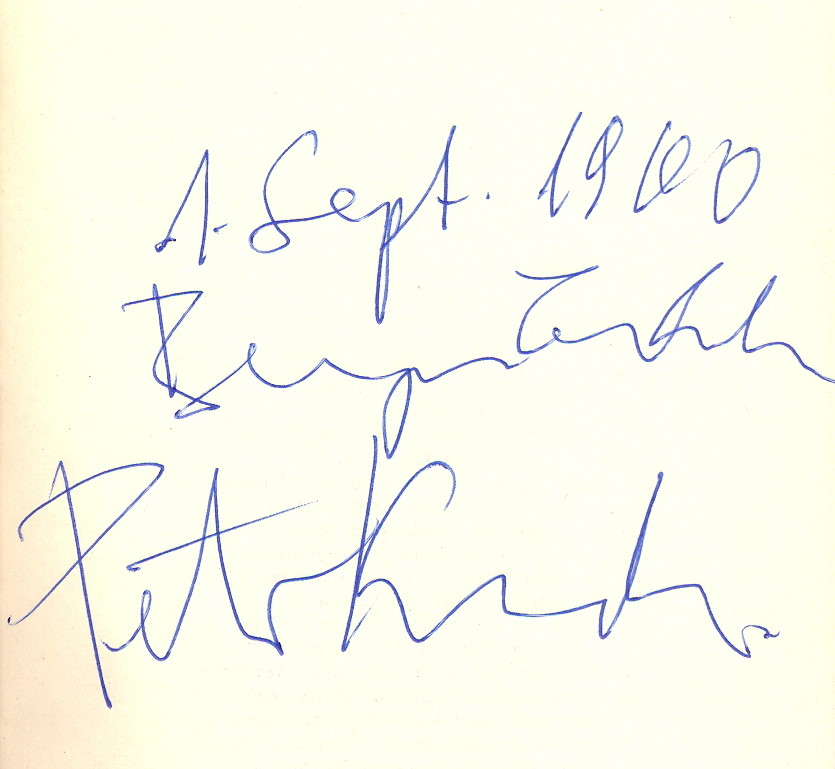
Autograph

- Der Nußbaum gegenüber vom Laden, in dem du dein Brot kaufst. Stroemfeld/Roter Stern, Basel/Frankfurt am Main 1979, ISBN 3-87877-127-4.
- Das schwarze Buch. Stroemfeld/Roter Stern, Basel/Frankfurt am Main 1982, ISBN 3-87877-171-1.
- Kein Frühling. Stroemfeld/Roter Stern, Basel/Frankfurt am Main 1987, ISBN 3-87877-274-2. Erweiterte Neuauflage 2007, ISBN 978-3-87877-857-8.
- Keiner stirbt. Stroemfeld/Roter Stern, Basel/Frankfurt am Main 1990, ISBN 3-87877-324-2.
- Mein Bahnhofsviertel. Stroemfeld/Roter Stern, Basel/Frankfurt am Main 1991, ISBN 3-87877-385-4.
- Vor den Abendnachrichten. Wunderhorn, Heidelberg 1996, ISBN 3-88423-108-1.

Romanzyklus „Das alte Jahrhundert“
- Übers Eis. Stroemfeld/Roter Stern, Basel/Frankfurt am Main 1997, ISBN 3-87877-580-6.
- Als Gast. Stroemfeld/Roter Stern, Basel/Frankfurt am Main 2003, ISBN 3-87877-825-2.
- Ein Kirschkern im März. Stroemfeld/Roter Stern, Frankfurt am Main/Basel 2004, ISBN 3-87877-935-6.
- Oktober und wer wir selbst sind. Stroemfeld/Roter Stern, Frankfurt am Main/Basel 2007, ISBN 978-3-87877-053-4.
- Vorabend. Stroemfeld/Roter Stern, Frankfurt am Main/Basel 2011, ISBN 978-3-86600-079-7.
- Bis er kommt. Aus dem Nachlaß herausgegeben von Rudi Deuble und Alexander Losse, Stroemfeld/Roter Stern, Frankfurt am Main/Basel 2015, ISBN 978-386600-090-2.
- Der vorige Sommer und der Sommer davor. Aus dem Nachlaß herausgegeben von Rudi Deuble und Alexander Losse, Schöffling & Co., Frankfurt am Main 2019, ISBN 978-3-89561-692-1.
- Und wo mein Haus? Kde domov můj, Herausgegeben aus dem Nachlass von und mit einem Nachwort von Rudi Deuble, Schöffling & Co., Frankfurt am Main 2022, ISBN  978-3-89561-693-8.
- Frankfurt - Paris - Frankfurt. Aus dem Nachlass herausgegeben von Rudi Deuble unter Mitarbeit von Jan Habermehl, Schöffling & Co., Frankfurt am Main 2024, ISBN 978 3 89561 694 5.

Hörspiele und Hörbücher
- Kommt kein Zirkus ins Dorf? (Hörspiel, HR 1987), Edition Literarischer Salon im Focus Verlag, Gießen 1987.
- Der Sonntagsspaziergang. (Hörspiel, HR 1992).
- Stuhl, Tisch, Lampe. supposé, Köln 2004. (Hörbuch-CD).
- Ein Sommer, der bleibt. Peter Kurzeck erzählt das Dorf seiner Kindheit. Konzeption und Regie: Klaus Sander. Erzähler: Peter Kurzeck. supposé, Berlin 2007. (4-CD-Box).
- Peter Kurzeck liest aus „Kein Frühling“.  Stroemfeld Verlag, Frankfurt am Main 2007. (Hörbuch, 4 CDs).
- Peter Kurzeck liest „Oktober und wer wir selbst sind“. Stroemfeld Verlag, Frankfurt am Main 2008. (Hörbuch, 7 CDs).
- Da fährt mein Zug. Peter Kurzeck erzählt. Konzeption und Regie: Klaus Sander. Erzähler: Peter Kurzeck. supposé, Berlin 2010, ISBN 978-3-932513-92-3. (Audio-CD).
- Mein wildes Herz. Peter Kurzeck erzählt. Konzeption und Regie: Klaus Sander. Erzähler: Peter Kurzeck. supposé, Berlin 2011, ISBN 978-3-932513-98-5. (2 Audio-CDs).
- Peter Kurzeck liest aus "Vorabend". Stroemfeld Verlag. Frankfurt am Main 2011. ISBN 978-3-86600-089-6.  (6 Audio-CDs)
- „Unerwartet Marseille.“ Peter Kurzeck erzählt. Stroemfeld Verlag, Frankfurt am Main 2012. (Hörbuch, 2 CDs).
- Für immer. Peter Kurzeck erzählt sein Schreiben. Konzeption und Regie: Klaus Sander. Erzähler: Peter Kurzeck. supposé, Berlin 2016, ISBN 978-3-86385-014-2. (Audio-CD).

Gespräche
- Ralph Schock, „Wenn ich schreibe, kann mir nichts passieren.“ Gespräch mit Peter Kurzeck. In: Sinn und Form, 5/2011, S. 624–633.